# Списак канцелара Немачке
- Горе лево: Ото фон Бизмарк, први канцелар од када је уведена та функција.
- Горе десно: Конрад Аденауер, први канцелар Западне Немачке.
- Доле лево: Хелмут Кол, канцелар за време уједињења Немачке 1990.
- Доле десно: Ангела Меркел, прва жена-канцелар Немачке

Канцелар Немачке је политички лидер Немачке и шеф савезне владе. Носилац функције је одговоран за избор свих осталих чланова владе и председавање састанцима кабинета.
Канцеларија је основана у Севернонемачкој конфедерацији 1867, када је Ото фон Бизмарк постао први канцелар. Са уједињењем Немачке и успостављањем Немачког царства 1871. године, Конфедерација је еволуирала у немачку националну државу и њен вођа је постао познат као канцелар Немачке. Првобитно је канцелар био одговоран само цару. То се променило уставном реформом 1918. године, када је парламент добио право да разреши канцелара. Према Вајмарском уставу из 1919. године, канцеларе је именовао директно изабрани председник, али су били одговорни Парламенту.
Устав је поништен током нацистичке диктатуре 1933–1945. Током савезничке окупације, није постојала независна немачка влада нити канцелар; а канцеларија није реконституисана у Источној Немачкој, тако да је шеф владе Источне Немачке био председавајући Савета министара. Основни закон из 1949. учинио је канцеларку најважнијом канцеларијом у Западној Немачкој, док је умањио улогу председника.

## Севернонемачка конфедерација (1864–1871)
Севернонемачка конфедерација је настала након што је Немачка конфедерација распуштена након пруске победе у аустро-пруском рату 1866. Канцелара је именовао Бундеспразидијум, позицију коју је по уставу имао пруски краљ.
|   | Портрет  | Име             | Почетак мандата | Крај функције  | Политичка партија |
| - | -------- | --------------- | --------------- | -------------- | ----------------- |
| 1 | Portrait | Ото фон Бизмарк | 1. јул 1867.    | 21. март 1871. | Независан         |

## Немачко царство (1871–1918)
Немачко царство је настало из Севернонемачке конфедерације као резултат Француско-пруског рата (1870/71). Празидијум (пруски краљ), који је сада имао и титулу цара, именовао је канцелара
|   | Портрет  | Име                               | Почетак мандата   | Крај функције       | Политичка партија    |
| - | -------- | --------------------------------- | ----------------- | ------------------- | -------------------- |
| 1 | Portrait | Ото фон Бизмарк                   | 21. март 1871.    | 20. март 1890.      | Независан            |
| 2 | Portrait | Лео фон Каприфи                   | 20. март 1890.    | 26. октобар 1894.   | Независан            |
| 3 | Portrait | Шолвиг зу Хохенлохе-Хвилингсфирст | 29. октобар 1894. | 17. октобар 1900.   | Независан            |
| 4 | Portrait | Бернард фон Билов                 | 17. октобар 1900. | 14. јул 1909.       | Независан            |
| 5 | Portrait | Теобалд фон Бетман Холвег         | 14. јул 1909.     | 13. јул 1917.       | Независан            |
| 6 | Portrait | Георг Михаелис                    | 14. јул 1917.     | 1. новембар 1917    | Независан            |
| 7 | Portrait | Георг фон Хертлинг                | 1. новембар 1917. | 30. септембар 1918. | Центристичка партија |
| 8 | Portrait | Максимилијан фон Баден            | 3. октобар 1918.  | 9. новембар 1918.   | Независан            |

## Вајмарска република (1918–1933)
Дана 9. новембра 1918, канцелар Макс фон Баден је предао своју канцеларију Фридриху Еберту. Еберт је наставио да служи као шеф владе током три месеца између краја Немачког царства у новембру 1918. и првог окупљања Народне скупштине у фебруару 1919. као председавајући Већа народних посланика, до 29. децембра 1918. заједно са УСПД. Вођа Хуго Хасе.
|    | Портрет | Име                  | Почетак мандата    | Крај мандата       | Политичка партија                  |
| -- | ------- | -------------------- | ------------------ | ------------------ | ---------------------------------- |
| 9  |         | Фридрих Еберт        | 9. новембар 1918.  | 13. фебруар 1919.  | Социјалдемократска партија Немачке |
| 10 |         | Филип Чеидеман       | 13. фебруар 1919.  | 20 .јун 1919.      | Социјалдемократска партија Немачке |
| 11 |         | Густав Бауер         | 21. јун 1919.      | 26. март 1920.     | Социјалдемократска партија Немачке |
| 12 |         | Херман Милер         | 27. март 1920.     | 21. јун 1920.      | Социјалдемократска партија Немачке |
| 13 |         | Константин Фехренбаш | 25. јун 1920.      | 4. мај 1921.       | Центристичка партија               |
| 14 |         | Жосеф Вирт           | 10. мај 1921.      | 14. новембар 1922. | Центристичка партија               |
| 15 |         | Вилхелм Куно         | 22. новембар 1922. | 12. август 1923.   | Независан                          |
| 16 |         | Густав Штреземан     | 13. август 1923.   | 30. новембар 1923. | Социјалдемократска партија Немачке |
| 17 |         | Вилхелм Маркс        | 30. новембар 1923. | 15. јануар 1925.   | Центристичка партија               |
| 18 |         | Ханс Лутер           | 15. јануар 1925.   | 12. мај 1926.      | Независан                          |
| 19 |         | Вилхелм Маркс        | 17. мај 1926.      | 12. јун 1928.      | Центристичка партија               |
| 20 |         | Херман Милер         | 28. јун 1928.      | 27. март 1930.     | Социјалдемократска партија Немачке |
| 21 |         | Хајнрих Брунинг      | 30. март 1932.     | 30. мај 1932.      | Центристичка партија               |
| 22 |         | Франц фон Папен      | 1. јун 1932.       | 17. новембар 1932. | Независан                          |
| 23 |         | Курт вон Чеилчер     | 3. децембар 1932.  | 28. јануар 1933.   | Независан                          |

## Нацистичка Немачка (1933–1945)
Преузимање власти Адолфа Хитлера означио је крај Вајмарске републике и почетак нацистичке Немачке. Хитлер је владао као диктатор и консолидовао сву власт за себе. После смрти председника Хинденбурга, Хитлер је преузео овлашћења председника и назвао себе Фирером унд Реицхсканзлер.
|    | Фотографија | Име                        | Почетак мандата  | Крај мандата    | Политичка партија              |
| -- | ----------- | -------------------------- | ---------------- | --------------- | ------------------------------ |
| 24 |             | Адолф Хитлер               | 30. јануар 1933. | 30. април 1945. | Националсоцијалистичка партија |
| 25 |             | Јозеф Гебелс               | 30. април 1945.  | 1. мај 1945.    | Националсоцијалистичка партија |
| 26 |             | Луц Граф Шверин вон Крозиг | 1. мај 1945.     | 23. мај 1945.   | Националсоцијалистичка партија |

## Западна Немачка (1949–1990)
Године 1949. успостављене су две одвојене немачке државе: Савезна Република Немачка (позната као Западна Немачка) и Немачка Демократска Република (позната као Источна Немачка). Доле наведена листа даје канцеларе Западне Немачке; владу Источне Немачке предводио је председавајући Савета министара. Године 1990. Источна Немачка је распуштена пошто се спојила са Западном Немачком; Немачка је поново уједињена. Задржала је назив Савезне Републике Немачке.
|    | Фотографија | Име                           | Почетак мандата     | Крај мандата      | Политичка странка                    |
| -- | ----------- | ----------------------------- | ------------------- | ----------------- | ------------------------------------ |
| 27 |             | др Конрад Аденауер            | 15. септембар 1949. | 16. октобар 1963. | Хришћанско-демократска унија Немачке |
| 28 |             | Лудвиг Ерхард                 | 16. октобар 1963.   | 1. децембар 1966. | Хришћанско-демократска унија Немачке |
| 29 |             | Курт Георг Кизингер           | 1. децембар 1966.   | 21. октобар 1969. | Хришћанско-демократска унија Немачке |
| 30 |             | Вили Брант                    | 21. октобар 1969.   | 7. мај 1974.      | Социјалдемократска партија Немачке   |
| -  |             | Валтер Шел (вршилац дужности) | 7. мај 1974.        | 16. мај 1974.     | Странка слободних демократа          |
| 32 |             | Хелмут Шмит                   | 16. мај 1974.       | 1. октобар 1982.  | Социјалдемократска партија Немачке   |
| 33 |             | Хелмут Кол                    | 1. октобар 1982.    | 3. октобар 1990.  | Хришћанско-демократска унија Немачке |

## Савезна Република Немачка (1990–данас)
|    | Фотографија | Име            | Почетак мандата    | Крај мандата       | Политичка странка                    |
| -- | ----------- | -------------- | ------------------ | ------------------ | ------------------------------------ |
| 34 |             | Хелмут Кол     | 3. октобар 1990.   | 27. октобар 1998.  | Хришћанско-демократска унија Немачке |
| 35 |             | Герхард Шредер | 27. октобар 1998.  | 22. новембар 2005. | Социјалдемократска партија Немачке   |
| 36 |             | Ангела Меркел  | 22. новембар 2005. | 8. децембар 2021.  | Хришћанско-демократска унија Немачке |
| 37 |             | Олаф Шолц      | 8. децембар 2021.  | 6. мај 2025.       | Социјалдемократска партија Немачке   |
| 38 |             | Фридрих Мерц   | 6. мај 2025.       | Тренутни           | Хришћанско-демократска унија Немачке |

## Живи канцелари
Живи канцелари на дан 2. јул 2025. (од најстаријег до најмлађег):
- Герхард Шредер
(1998−2005)
Рођен 7 април, 1944.
(81 година, 86 дана)
- Ангела Меркел
(2005−2021)
Рођен 17 јул, 1954.
(70 година, 350 дана)
- Фридрих Мерц
(2025−тренутно)
Рођен 11 новембар, 1955.
(69 година, 233 дана)
- Олаф Шолц
(2021−2025)
Рођен 14 јун, 1958.
(67 година, 18 дана)